# Viszlát nyár
Chansons représentant la Hongrie au Concours Eurovision de la chanson
Origo
(2017) Az én apám
(2019)
Viszlát nyár (« Au revoir l'été ») est une chanson du groupe hongrois AWS. Elle est sortie en 2018 en téléchargement numérique et en CD single.
C'est la chanson qui représente la Hongrie au Concours Eurovision de la chanson 2018 à Lisbonne, Portugal. Elle est intégralement interprétée en hongrois, langue nationale de la Hongrie. Elle a également été enregistré en anglais sous le titre Summer Gone (« L'été est parti »).

## Concours Eurovision de la chanson

### Sélection nationale
Le 24 février 2018, la chanson Viszlát nyár de AWS a été sélectionnée après avoir remporté la sélection nationale hongroise A Dal 2018, et devient ainsi la chanson représentant la Hongrie au Concours Eurovision de la chanson de 2018.

### À Lisbonne
Lors de la seconde demi-finale le 10 mai 2018, Viszlát nyár est la 13e chanson interprétée sur 18 suivant Taboo de Malte et précédant Funny Girl de la Lettonie. Elle s'est qualifiée pour la finale en terminant 10e parmi les dix chansons les mieux classées.
Viszlát nyár est la 21e chanson interprétée lors de la finale, le 12 mai 2018, après Dance You Off de la Suède et avant Toy d'Israël. À l'issue du scrutin, la chanson s'est classée 21e sur 26 avec 93 points, obtenant 28 points des jurys et 65 points des télévotes,.

## Liste des pistes
| 1. | Viszlát nyár | 3:25 |

| 1. | Viszlát nyár (Version Eurovision) | 2:58 |
| 2. | Viszlát nyár (Version karaoké)    | 2:58 |

| 1. | Summer Gone (Version en anglais)  | 3:02 |
| 2. | Viszlát nyár (Version acoustique) | 3:14 |

| 1. | Viszlát nyár                      | 3:25 |
| 2. | Viszlát nyár (Version Eurovision) | 2:58 |
| 3. | Viszlát nyár (Version karaoké)    | 2:58 |
| 4. | Summer Gone (Version en anglais)  | 3:02 |
| 5. | Viszlát nyár (Version acoustique) | 3:14 |

## Classements

### Classements hebdomadaires
| Classement (2018)       | Meilleure position |
| ----------------------- | ------------------ |
| Hongrie (Rádiós Top 40) | 1                  |
| Hongrie (Stream Top 40) | 11                 |

## Historique de sortie
| Région / Pays | Date            | Format                   | Label        |
| ------------- | --------------- | ------------------------ | ------------ |
| Monde entier  | 21 octobre 2017 | Téléchargement numérique | Edge Records |
| Hongrie       | 21 octobre 2017 | CD Maxi-Single           | Edge Records |